# Dutch John (Utah)
Dutch John es un lugar designado por el censo situado en el condado de Daggett, Utah  (Estados Unidos). Según el censo de 2010 tenía una población de 145 habitantes.

## Demografía
Según el censo de 2010, Dutch John tenía una población en la que el 97,2% eran blancos, 0,0% afroamericanos, 0,7% amerindios, 1,4% asiáticos, 0,0% isleños del Pacífico, el 0,0% de otras razas, y el 0,7% pertenecían a dos o más razas. Del total de la población el 1,4% eran hispanos o latinos de cualquier raza.